# Pigen fra Skovene
Pigen fra Skovene er en amerikansk stumfilm fra 1914 af J. Searle Dawley.

## Medvirkende
- Bertha Kalich som Marta.
- Wellington A. Playter som Manelich.
- Hal Clarendon som Sebastien.
- Frank Holland.
- Lillian Kalich som Muri.